# Guió tècnic
Un guió tècnic és un document que conté la informació necessària per a executar cadascun dels plans que una obra audiovisual necessita.
El guió tècnic és la transcripció escrita de les imatges i dels sons tal com després hauran d'aparèixer a la pantalla. Aquest ha d'especificar els plans de cada seqüència i s'hi ha d'ajustar la posada en escena, incorporant la planificació i indicacions tècniques precises: enquadrament, posició de càmera, decoració, so, play-back, efectes especials, il·luminació, etc.
En resum, el guió tècnic desglossa i detalla la narració del guió literari i l'expressa en termes comprensibles per als equips tècnics i artístics que intervenen en la realització. Aquest guió va seguit d'un bloc que conté aspectes tècnics i artístics, entre aquests les característiques per a la presa de so: sincrònic, referència, muda o play-back.

## El guió tècnic
El format d'escriptura del guió tècnic no és l'aspecte més rellevant, sinó que en aquest hi apareguin totes les indicacions necessàries per a la planificació, execució i muntatge del projecte. Aquestes solen ser:
- Acció: ha d'estar descrita en cadascun dels plans, descrivint el moviment intern del personatge en cada cas i el moviment de càmera concret.
- Banda sonora: se sol incloure en una columna apart, obrint un claudàtor que abasta la part del guió que ocupa. Entre els seus components destaquen: diàlegs, música, efectes sonors i ambientals.
- Càmera: es precisa la posició de la càmera, l'objectiu utilitzat, el punt de vista, el tipus de pla i altres detalls necessaris de l'enquadrament.
- Localització i elements temporals: de cada pla s'ha d'especificar les condicions de rodatge, si és interior o exterior, dia o nit.
- Plans: cadascuna de les seqüències del guió literari ha d'estar especificada. També els diversos canvis de plans. Aquests es mostren correlativament respecte l'ordre d'aparició i numerats.

Finalment, el guió tècnic pot ser completat amb un pla de planta. Aquest ve a ser un croquis en que es detallen elements com les posicions de càmera i l'ordre per a cada presa, entre d'altres aspectes tècnics. D'aquesta manera, s'aconsegueix afavorir la planificació envers a la producció, l'il·luminació i el so, entre d'altres equips. Si hi ha problemes d'interpretació de preses, se sol recórrer a un guió il·lustrat, en el qual apareixen dibuixades.
Hi ha altres modes de planificació que poden ser extrets del sistema soviètic de guió tècnic, emprats pels estudis de cinema russos. Aquests compten amb:
- Número de presa
- Lloc/Decorat
- Sincronització
- Observacions
- Muntatges